# دینش ناگی
دینش ناگی (مجاری: Dénes Nagy؛ زادهٔ ۱۹۸۰ میلادی) فیلم‌نامه‌نویس، کارگردان فیلم و تدوین‌گر اهل مجارستان است.
مهمترین ساخته ناگی، فیلم نور طبیعی محصول ۲۰۲۱ است که در هفتاد و یکمین جشنواره بین‌المللی فیلم برلین، او را برنده جایزه خرس نقره‌ای برای بهترین کارگردان کرد. 